# In the Year 2525
«In the Year 2525 (Exordium and Terminus)» — сингл американского поп-рок-дуэта Zager and Evans, продержавшийся на первом месте Billboard Hot 100 шесть недель начиная с 12 июля 1969 года. Песня, написанная Риком Эвансом ещё в 1964 году, первоначально была выпущена на региональном лейбле Truth Records в 1968 году. Год спустя радиостанция Одессы (штат Техас) выпустила диск с этой песней, а вскоре последовало его переиздание в качестве национального сингла лейблом RCA Records, что и сделало композицию популярным хитом.

## Основная информация
«In the Year 2525 (Exordium and Terminus)» начинается со слов «В год 2525, если мужчина ещё жив, если женщина сможет выжить, они, быть может, обнаружат...». Последующие стихи описывают историю будущего в 1010-летних интервалах между 2525 и 6565 годами. Тревожные прогнозы даны для каждого выбранного года. В 3535 году, например, все действия человека, слова и мысли будут запрограммированы в таблетках.
Затем избранный временной интервал меняется; в течение следующих двух строф, посвящённых 7510, 8510 и 9595 годам, тональность песни постепенно повышается: сначала ля-бемоль минор, далее ля-минор и, наконец, си-бемоль минор.
Песня не имеет припева. После зловещего звучания оркестровой музыки звучат два последних стиха.
Песня описывает кошмарные видения будущего, постепенную дегуманизацию человека под действием его же изобретений. В тексте присутствует ссылка на Второе Пришествие (В 7510 году, если Бог существует, он придёт к тому времени. Может, он посмотрит вокруг себя и скажет: «Наверное, настало время для Судного дня»).

## Кавер-версии
Песня была перепета по меньшей мере 60 раз на семи различных языках. Самая заметная версия «In the Year 2525» исполняется итало-французской поп-певицей Далидой. Собственные версии «In the Year 2525» исполняли: в 1978 году — британская поп-группа Visage, в 2009 — Иэн Браун для своего альбома My Way. Другой вариант песни используется в качестве музыкальной темы в научно-фантастическом сериале «Клеопатра 2525». Он также фигурирует в обеих частях второго сезона «Тысячелетия», где искусственный вирус угрожает уничтожить человечество. Кроме того, песня была переделана готик-рок-группой Fields of the Nephilim. Свой вариант этой песни представила и группа Laibach на альбоме NATO.

## В кинематографе
- «In the Year 2525» звучит на начальных титрах фильма «Тоннельные крысы 1968» (Уве Болл, 2008)[4]
- Композиция служит музыкальной темой картины «Господа Бронко» (Джаред Хесс, 2009)[5].
- Сериал «Футурама» в эпизоде «The Late Philip J. Fry» использует пародию на песню в качестве музыкального оформления части, где Бендер, Фрай и Профессор путешествуют во времени[6].
- В фильме «Чужой 3» заключённый Мёрфи поёт эту песню, когда чистит вентиляцию.

## Критика
- В 1991 году «In the Year 2525» заняла шестое место в списке худших записей в жанре рок-н-ролл всех времён (англ. the Worst Rock ’n’ Roll Records of All Time) по версии Джимми Гутермана и Оуэна О’Доннела с формулировкой «глупо и пресно, словно неудачные дубли „Эбботт и Костелло отправляются на Марс“» (англ. as silly and vapid as outtakes from Abbott & Costello Go to Mars)[7].